# Episodi di Winspector
La prima e unica stagione della serie televisiva Winspector, composta da quarantanove episodi, è stata trasmessa in prima visione assoluta in Giappone su TV Asahi dal 4 febbraio 1990 al 28 gennaio 1991.
In Italia la stagione è stata trasmessa su Italia 7 dal 24 febbraio al 15 giugno 1992.
| nº | Titolo originale                                  | Titolo italiano                  | Prima TV Giappone | Prima TV Italia  |
| -- | ------------------------------------------------- | -------------------------------- | ----------------- | ---------------- |
| 1  | 赤ちゃん暴走!?, Akachan Bōsō!                     | Il rapimento                     | 4 febbraio 1990   | 24 febbraio 1992 |
| 2  | 笑うラジコン弾!?, Warau Rajikon Dan!              | Fratelli e sorelle               | 11 febbraio 1990  | 26 febbraio 1992 |
| 3  | 友情に乾杯!?, Yūjō ni Kanpai!                     | Amici                            | 18 febbraio 1990  | 28 febbraio 1992 |
| 4  | 命を運ぶドロボウ?, Inochi o Hakobu Dorobō         | Legame di sangue                 | 25 febbraio 1990  | 2 marzo 1992     |
| 5  | 襲う!巨大怪鳥?, Osou! Kyodai Kaichō               | Pericolo volante                 | 4 marzo 1990      | 4 marzo 1992     |
| 6  | 子供に戻った両親?, Kodomo ni Modotta Ryōshin      | Un mondo di bambini              | 11 marzo 1990     | 6 marzo 1992     |
| 7  | 幸せ祈る聖少女?, Shiawase Inoru Seishōjo          | Amore filiale                    | 18 marzo 1990     | 9 marzo 1992     |
| 8  | 脱線!親子救急隊?, Dassen! Oyako Kyūkyūtai         | Il sosia                         | 25 marzo 1990     | 11 marzo 1992    |
| 9  | 爆弾仕掛けの犬?, Bakudan Jikake no Inu            | Un collare esplosivo             | 1º aprile 1990    | 13 marzo 1992    |
| 10 | 大人をやっつけろ?, Otona o Yattsukero             | Un'accusa ingiusta               | 8 aprile 1990     | 16 marzo 1992    |
| 11 | 良太の初恋急行便?, Ryōta no Hatsukoi Kyūkōbin     | La prima cotta di Ryota          | 15 aprile 1990    | 18 marzo 1992    |
| 12 | 僕の友達ロボット?, Boku no Tomodachi Robotto      | Un robot per amico               | 22 aprile 1990    | 20 marzo 1992    |
| 13 | 竜馬が死んだ!??, Ryōma ga Shinda!?                | Semi preziosi – 1ª parte         | 29 aprile 1990    | 23 marzo 1992    |
| 14 | 死神モスの逆襲!!?, Shinigami Mosu no Gyakushū!!   | Semi preziosi – 2ª parte         | 6 maggio 1990     | 25 marzo 1992    |
| 15 | 竜馬!正木を射て?, Ryōma! Masaki o Ute             | Ryoma contro Masaki              | 13 maggio 1990    | 27 marzo 1992    |
| 16 | 大好きウォルター?, Daisuki Worutā                 | Amico Walter                     | 20 maggio 1990    | 30 marzo 1992    |
| 17 | 怖い宇宙の贈り物?, Kowai Uchū no Okurimono        | Creature dello spazio            | 27 maggio 1990    | 1º aprile 1992   |
| 18 | 超能力!孝行少女?, Chō Nōryoku! Kōkō Shōjo         | Poteri telecinetici              | 3 giugno 1990     | 3 aprile 1992    |
| 19 | 愛と勇気の父子橋?, Ai to Yūki no Oyako Bashi      | Bugie innocenti                  | 10 giugno 1990    | 6 aprile 1992    |
| 20 | 熱いKOパンチ!?, Atsui KO Panchi!                  | Knockout per un amico            | 17 giugno 1990    | 8 aprile 1992    |
| 21 | 涙に散った銃弾!?, Namida ni Chitta Jūdan!         | Vecchi rancori                   | 24 giugno 1990    | 10 aprile 1992   |
| 22 | 殺人犯は二度死ぬ?, Satsujinhan wa Nido Shinu      | La vendetta                      | 1º luglio 1990    | 13 aprile 1992   |
| 23 | 父のマンガはがき?, Chichi no Manga Hagaki         | La cartolina di papà             | 8 luglio 1990     | 15 aprile 1992   |
| 24 | 私のピーコちゃん?, Watashi no Pīkochan            | Il pappagallino                  | 15 luglio 1990    | 17 aprile 1992   |
| 25 | 雨に泣くロボット?, Ame ni Naku Robotto            | Un robot innamorato              | 22 luglio 1990    | 20 aprile 1992   |
| 26 | 薄幸少女の旅立ち?, Hakkō Shōjo no Tabidachi       | Sete di vendetta                 | 29 luglio 1990    | 22 aprile 1992   |
| 27 | 星を呼ぶ百歳美女?, Hoshi o Yobu Hyakusai Bijo     | Una donna misteriosa             | 5 agosto 1990     | 24 aprile 1992   |
| 28 | 飛べ!優子号?, Tobe! Yūko-gō                       | Tutti per uno                    | 12 agosto 1990    | 27 aprile 1992   |
| 29 | 昆虫採集の妖!?怪?, Konchū Saishū no Yō!? Kai      | Amante della natura              | 19 agosto 1990    | 29 aprile 1992   |
| 30 | ママ...ママ助けて?, Mama... Mama Tasukete         | Un grido di aiuto                | 26 agosto 1990    | 1º maggio 1992   |
| 31 | 悲しみの最強ロボ?, Kanashimi no Saikyō Robo       | Robot invincibile                | 2 settembre 1990  | 4 maggio 1992    |
| 32 | 警視庁を占拠せよ?, Keishichō o Senkyo Seyo        | Attacco alla centrale di polizia | 9 settembre 1990  | 6 maggio 1992    |
| 33 | 目覚めた浦島太郎?, Mezameta Urashima Tarō         | Il lungo sonno                   | 16 settembre 1990 | 8 maggio 1992    |
| 34 | 逆転ばあちゃん?, Gyakuten Bāchan                  | Una vacanza impegnativa          | 23 settembre 1990 | 11 maggio 1992   |
| 35 | 母と子のSOS!?, Haha to Ko no Esu Ō Esu!           | Il ricatto                       | 30 settembre 1990 | 13 maggio 1992   |
| 36 | バイクルのパパ?, Baikuru no Papa                  | Il padre di Bikle                | 7 ottobre 1990    | 15 maggio 1992   |
| 37 | アマゾネス来襲?, Amazonesu Raishū                 | La statua sacra                  | 14 ottobre 1990   | 18 maggio 1992   |
| 38 | 選ばれた男?, Erabareta Otoko                      | Una società di eletti            | 21 ottobre 1990   | 20 maggio 1992   |
| 39 | 悲しい老怪盗?, Kanashii Rōkaitō                   | Un legame spezzato               | 28 ottobre 1990   | 22 maggio 1992   |
| 40 | 瀬戸大橋の怪人I?, Seto Ōhashi no Kaijin Pāto Wan  | I cloni - 1ª parte               | 11 novembre 1990  | 25 maggio 1992   |
| 41 | 瀬戸大橋の怪人II?, Seto Ōhashi no Kaijin Pāto Tsū | I cloni - 2ª parte               | 18 novembre 1990  | 27 maggio 1992   |
| 42 | 裏切りの捜査官?, Uragiri no Sōsakan               | Allarme terrorismo               | 25 novembre 1990  | 29 maggio 1992   |
| 43 | 爆弾になった少年?, Bakudan ni Natta Shōnen        | La promessa                      | 2 dicembre 1990   | 1º giugno 1992   |
| 44 | 一日だけの晴れ舞台?, Ichinichi Dake no Harebutai  | Winspector per un giorno         | 9 dicembre 1990   | 3 giugno 1992    |
| 45 | 爆破0秒前の愛?, Bakuha Zerobyō Mae no Ai          | Terrorista per vendetta          | 16 dicembre 1990  | 5 giugno 1992    |
| 46 | 一日一悪の少年?, Ichinichi Ichiaku no Shōnen      | La grande famiglia               | 23 dicembre 1990  | 8 giugno 1992    |
| 47 | 億ションの甘い罠?, Okushon no Amai Wana           | Casa pericolosa                  | 30 dicembre 1991  | 10 giugno 1992   |
| 48 | 特警を壊滅せよ!?, Tokkei o Kaimetsu Seyo!         | Un invito a Parigi               | 6 gennaio 1991    | 12 giugno 1992   |
| 49 | 翔べ希望の空へ?, Tobe Kibō no Sora e              | Arrivederci Winspector           | 13 gennaio 1991   | 15 giugno 1992   |

## Il rapimento
- Titolo originale: 赤ちゃん暴走!?, Akachan Bōsō!
- Diretto da: Shohei Tôjô
- Scritto da: Noboru Sugimura

### Trama
Dopo aver rapito la nipote del dottor Takasawa, il rapitore tenta la fuga sulla statale 24 a bordo di un'autocisterna. Alla centrale Winspector, Madocks informa il capitano Shunsuke e Junko del crimine e il comandante decide di intervenire immediatamente, Junko si dirige in laboratorio facendo attivare Bikle e Walter mentre Shunsuke avvisa Ryoma; nel frattempo l'ispettore Toragorō ha posizionato diversi agenti di polizia lungo la strada, creando un posto di blocco dove viene raggiunto dal capitano Shunsuke, Bikle e Walter. A causa del mezzo che guida il rapitore, la polizia è impossibilitata ad intervenire con armi da fuoco, riesce a superare il posto di blocco continuando la sua fuga, Bikle e Walter provano ad intervenire ma non riescono a fermarlo, scoprono però che si tratta di un robot progettato per la NASA da Takasawa e costruito in segreto da Kuroda per distruggere il suo laboratorio. Quando arriva Ryoma, Bikle e Walter riescono a deviare la corsa del robot rapitore in una fabbrica ma questi continua mettendo a rischio le vite degli operai, i due robot intervengono per salvarli e mettere in sicurezza l'edificio. Junko risale all'indirizzo di Kuroda e lo arresta mentre Ryoma raggiunge l'autocisterna e trae in salvo la bambina.
- Guest star: Shirô Ôki (dott. Toshio Takasawa), Susumu Kurobe (dott. Onikichi Kuroda), Miho Nakano (Yuri), Masayuki Furuya (Masakatsu Honda), Yukihiro Yoshida (padre di Yuri), Akiyo Sugawara (madre di Yuri), Tokio Iwata, Kikuchi Toshiyuki, Satoshi Yokoyama, Hiroyuki Nonaka

## Fratelli e sorelle
- Titolo originale: 笑うラジコン弾!?, Warau Rajikon Dan!
- Diretto da: Shohei Tôjô
- Scritto da: Noboru Sugimura

### Trama
Adaki è scontento dal proliferare di ponti e grattacieli che gli impediscono di giocare liberamente con i suoi modellini radiocomandati, decide quindi di equipaggiarli con esplosivi per far esplodere alcune strutture e di avvisare la squadra Winspector delle sue intenzioni. Il comandante Shunsuke ordina alla squadra di rintracciarlo e fermarlo, poi chiama Hisako, che conosce Adaki, chiedendole di trovarlo ma lei non si accorge di essere seguita da Ryōta e Yūko. Hisako prova a cercare informazioni in un palazzo dove si ritovano appassionati di modellismo, non trovando nulla decide di proseguire le indagini altrove, Ryōta e Yūko però sono entrati per cercarla quando arriva Adaki che vuole demolire il palazzo, deluso dal fatto di non essere riuscito nel suo intento è costretto a scappare all'arrivo dei soccorsi. Ryōta riesce ad uscire e infomare che Yūko è rimasta intrappolata in ascensore, Ryoma che è giunto insieme ai soccorsi chiede l'intervento di Bikle e Walter. Una volta riunita la squadra, i tre entrano per trarre in salvo Yūko, nel frattempo Adaki informa Shunsuke che ha preparato una bomba più potente che farà esplodere in dieci minuti mentre Hisako trova il suo nascondiglio. Nel palazzo Ryoma, trasformato in Fire, è costretto ad affidare i soccorsi della sorella a Bikle e Walter per correre in aiuto di Hisako, che ha provato ad arrestare Adaki e ora è in pericolo. Fire giunge in tempo per soccorrere Hidako e arrestare Adaki.
- Guest star: Go Awazu (Toru Adachi), Shusaku Oto (tassista), Sakae Yamaura (guardia)

## Amici
- Titolo originale: 友情に乾杯!?, Yūjō ni Kanpai!
- Diretto da: Takeshi Ogasawara
- Scritto da: Junichi Miyashita

### Trama
Due ladri maldestri rubano da un laboratorio una vipera, il cui veleno è mortale, e una fiala contenente l'antidoto ma durante la fuga si rendono conto che la teca contenente la vipera si era rotta e il serpente era fuggito. Gli scienziati informano la polizia del furto e della pericolosità del veleno e si attivano nelle ricerche, anche i ladri camuffati da scienziati sono nella squadra di ricerca. Nel frattempo, Tetsuo incontra Ryōta e, quando vede il serpente, viene morso nel tentativo di catturarlo. I ladri raggiungono Ryōta e prendono Tetsuo, per poter analizzare il veleno, per poi liberarsi di lui. I due ladri maldestri vengono raggiunti da Ryoma e Hisako che salvano Ryōta, mentre Junko insegue e arresta i due malviventi. Ryoma attiva Walter e Bikle e, una volta raggiunto il luogo dove Tetsuo è rinchiuso, lo salvano e arrestato il rapitore, per poi ritrovare la vipera.
- Guest star: Akira Ootani (Henry Noguchi), Daisuke Koshigawa (Hidenori Tsuruta), Kazuo Fujii (Makoto Kameda), Yuji Aoki (scienziato), Gen Inayama (poliziotto), Katsuhisa Suzuki (Tetsuo), Yuichi Okada (scagnozzo), Akio Takano (scagnozzo)

## Legame di sangue
- Titolo originale: 命を運ぶドロボウ?, Inochi o Hakobu Dorobō
- Diretto da: Takeshi Ogasawara
- Scritto da: Junichi Miyashita

### Trama
Fire, Walter e Bikle intervengono per salvare Miho, una bambina, tenuta in ostaggio su un tetto da un malvivente, quando questi si vede accerchiato anche dalla polizia, tenta una fuga dalla quale viene salvato e arrestato da Walter ma Miho cade rovinosamente rimanendo ferita gravemente. Portata in ospedale, i medici si trovano impossibilitati a salvarla perché ha una rara forma di allergia e avrebbe bisogno di un trapianto di midollo spinale, ma si scopre che è stata adottata. L'unico che può salvarla è il fratello maggiore, Kyoehi, che è un criminale ricercato per aver rapinato diverse banche. Mentre la squadra, che ha due ore di tempo per salvare Miho, pensa a come trovare suo fratello, Madocks li informa che c'è una rapina in corso e che il computer, danneggiato dal ladro, si distruggerà per preservarne i dati sensibili contenuti al suo interno, visionando le telecamere di sicurezza si rendono conto che si tratta di Kyoehi. Il computer però ha anche bloccato tutte le entrate e le uscite bloccando all'interno Kyoehi. Ryoma e la sua squadra riescono a entrare dai sotterranei e prova in tutti i modi a convincere Kyoehi ad andare in ospedale per salvare Miho, anche se inizialmente diffidente decide di ascoltarlo. Ryoma, ormai con l'armatura Fire, insieme a Walter e Bikle fermano in computer prima che possa autodistruggersi.
- Guest star: Tetsuya Matsui (Kyohei Tajima), Fuki Kato (Miho Kawanabe), Michiko Sawayanagi (madre di Miho), Daisuke Odera (padre di Miho), Tadashi Takatsuki (criminale), Yoshio Katō (dottore), Koji Yamanaka (guardia), Naomi Yarita (madre), Shuichi Matsunaga (barbiere), Ayaka Yamaguchi (Miho Kawanabe da piccola), Kunihiko Kuroda (Kyohei Tajima da piccolo)

## Pericolo volante
- Titolo originale: 襲う!巨大怪鳥?, Osou! Kyodai Kaichō
- Diretto da: Kaneharu Mitsumura
- Scritto da: Susumu Takaku

### Trama
Dopo che in città un'aquila ha attaccato due persone, la polizia si rende conto che si tratta di un animale addestrato ad attaccare quando avvista un colore dorato. Un amico di Ryōta svela di conoscere l'animale, che aveva chiamato Burrasca, e racconta tutto alla polizia, Ryoma e Junko iniziano a indagare. I due raggiungono l'abitazione di Gondo, il biochimico che aveva preso in custodia l'aquila, e iniziano a cercare indizi, mentre Ryoma si occupa del piano superiore Junko controlla il piano terra e, quando entra in una stanza contenente diversi animali, l'aquila avvista il colore dorato del suo distintivo e la attacca prima di prendere il volo. Gondo prova a sfruttare la loro distrazione per fuggire ma viene raggiunto arrestano. La squadra ora si concentra a trovare Burrasca con l'aiuto dell'amico di Ryōta.
- Guest star: Noboru Akima (prof. Gondo), Hirofumi Taga (Kazuo Tamiya), Tatsuya Kameyama (uomo che fa jogging), Teruo Shimizu (uomo d'affari), Hiroko Iki (testimone oculare), Yuji Sasamori (padre di Kazuo)

## Un mondo di bambini
- Titolo originale: 子供に戻った両親?, Kodomo ni Modotta Ryōshin
- Diretto da: Kaneharu Mitsumura
- Scritto da: Nobuo Ogizawa

### Trama
Yuichi chiede aiuto a Ryōta perché i suoi genitori si comportano in modo strano. Ryoma, Ryōta e Hisako escono dal bar e vedono i genitori di Yuichi comportarsi come dei bambini. Decidono quindi di portarli alla centrale di polizia. Su ordine del comandante Masaki, Ryoma e Junko iniziano a indagare partendo dall'abitazione dei Nakajima, ma non trovano nulla. Chiedono quindi a Yuichi di aiutarli e gli mostra la pubblicità di un centro per la felicità. Al centro, però, il dottor Hirukawa dichiara di non averli mai visti, ma Ryoma trova sul pavimento uno degli orecchini della madre di Yuichi. Nel frattempo Masaki chiede a Hisako di indagare sul dottore. Ryoma e Junko si dirigono all'università dove Hirukawa aveva lavorato e apprendono dal dottor Tatame che lo conoscevano in molti e che stavano lavorando a un modo per ridurre lo stress, proponendo un progetto troppo folle: far tornare il cervello delle persone come quello dei bambini. Vari dottori avevano provato a fargli cambiare idea, ma lui aveva lasciato l'università e costruito una macchina per il suo progetto. Intanto, Hisako si trova nello studio del dottor Hirukawa, immobilizzata alla sedia in attesa di ricevere il trattamento per eliminare lo stress. Ryota informa Masaki di quanto scoperto e lui gli comunica di aver mandato Hisako dal dottore per indagare. La procedura non solo rimuove lo stress, ma consente anche di imprimere nella mente degli ordini che si desidera che vengano eseguiti. Durante la procedura, il dottor Hirukawa nota dei valori anormali sul macchinario e capisce che Hisako ha un segreto. La costringe quindi a rivelarglielo. Per fortuna, Ryoma e Junko arrivano in tempo prima che il dottore la uccida. Poi gli chiedono di riportare i Nakajima come erano, ma lui rivela che l'ordine è quello di appiccare un incendio in una ditta di fuochi d'artificio. Quando Ryoma, Junko, Masaki, Walter e Bikle raggiungono la fabbrica, i Nakajima e altri hanno già appiccato l'incendio. Junko si occupa di far evacuare i dipendenti, mentre Bikle, Walter e Ryoma, trasformato in Fire, si occupano dell'incendio e dei genitori di Yuichi. Il comandante chiede aiuto al dottor Tatame per riportare le persone soggiogate alla normalità.
- Guest star: Yoshitaka Zushi (Ichiro Hirukawa), Atsuo Mori (Tanabe), Shigeru Wakita (Kunio Nakajima), Seiko Kisami (Asako Nakajima), Daisuke Akasawa (Yuichi Nakajima), Yoshinobu Shigemura (Kenichi Mizuguchi), Sayuri Yoshida (Kazue Uchino)

## Amore filiale
- Titolo originale: 幸せ祈る聖少女?, Shiawase Inoru Seishōjo
- Diretto da: Shohei Tojo
- Scritto da: Kunio Fujii

### Trama
Grazie all'aiuto di complici, Kageyama, un serial killer, riesce a fuggire, ma prima di far perdere le sue tracce decide di vendicarsi dell'informatore che aveva aiutato la polizia ad arrestarlo, Kenzō Murata. Ryoma e Junko iniziano le ricerche di Murata e, quando arrivano da sua figlia, Miyuki, lei rivela che è appena stato da lei a chiedere dei soldi. Nel frattempo, Ryoma chiede a Hidako di prendersi cura di Miyuki mentre continuano le ricerche. Mentre è intento a ubriacarsi, vede in televisione che Kageyama è fuggito, così Kenzō decide di nascondersi, ma viene trovato solo più tardi da Junko e portato in sicurezza alla centrale di polizia. I malviventi, non trovando Kenzō, rapiscono la figlia e lasciano un biglietto con il luogo e l'orario dell'incontro. Nonostante la paura per la propria incolumità, Kenzō decide di presentarsi al nascondiglio di Kageyama per salvare sua figlia, portando con sé Ryoma, Junko, Walter e Bikle.
- Guest star: Shinzo Hotta (Jiyōji Kageyama), Jōji Nakata (Kenzō Murata), Hiromi Yuhara (Miyuki Murata), Riki Gonoue (scagnozzo), Natsuki Watabe (Hideki Kondō), Toshie Shōkō (vicino), Osamu Kimura (cameriere), Fukunosuke Izumi (fiorista)

## Il sosia
- Titolo originale: 脱線!親子救急隊?, Dassen! Oyako Kyūkyūtai
- Diretto da: Shohei Tojo
- Scritto da: Nobuo Ogizawa

### Trama
Mariko Ōmagari apre una squadra di soccorso e investigazione familiare con il fratello e il padre, con l'intenzione di essere migliori dei Winspector. La prima chiamata che ricevono è quella di prestare soccorso a un anziano rimasto sul tetto della sua abitazione. Durante il soccorso, vengono osservati da Bikle e Ryoma, che notano due tipi loschi allontanarsi. I due informano il loro capo, Yonekura, che il padre di Mariko è identico a lui e che è possibile mettere in atto il piano. I due portano una valigetta da consegnare la mattina seguente all'istituto sanitario nazionale e Mariko non sa se fidarsi. Dopo il furto di una sostanza altamente esplosiva dal laboratorio nazionale di scienza, Ryoma e Junko iniziano a cercare Yonekura. Quando la nuova squadra inizia a trasportare la valigetta, uno dei malviventi la segnala alla polizia, che li ferma e li arresta, ma poi li rilascia grazie a Ryoma. Mariko vuole trovarli e arrestarli prima dei Winspector, ma quando li trova, suo fratello chiede aiuto a Ryoma. Poi, Yonekura prende in ostaggio Mariko e fugge su un'auto. Raggiunto sul tetto, Ryoma lo disarma e lui getta nel vuoto Mariko con la valigetta, costringendo Ryoma a indossare l'armatura Fire per salvarla. Una volta salvata, Mariko decide di sciogliere la squadra di investigazione, ma Ryoma le suggerisce di cambiarla in una squadra di soccorso.
- Guest star: Masanari Nihei (Gen'ichi Yonekura e Taizo Ōmagari), Tokie Shibata (Mariko Ōmagari), Satoshi Mizuhashi (Choichirō Ōmagari), Toshio Tomogane (Mutō), Hayato Ryūzaki (Nishiwaki), Zenichi Inagawa (Jirō Sagawa), Hisako Yaohara (donna anziana), Kōsaku Okano (Hideo Kobayashi)

## Un collare esplosivo
- Titolo originale: 爆弾仕掛けの犬?, Bakudan Jikake no Inu
- Diretto da: Michio Konishi
- Scritto da: Susumu Takaku

### Trama
Masaki avvista un losco individuo fuori casa grazie al suo cane, Alex. Masaki poi informa la squadra Winspector che Jirō Kitakami lo sta tenendo d’occhio e chiede a Hisako di pedinarlo per acquisire informazioni. Ben presto, la squadra scopre che sta fabbricando un esplosivo. Masaki ricorda che, anni prima, lui e il padre di Hisako erano intervenuti per sventare un attacco dinamitardo a un cavalcavia ferroviario, in cui Koyama perse la vita e Gorō Karasawa, il malvivente, riuscì a fuggire. Questo fatto lo portò a fondare la squadra Winspector. I Winspector scoprono che Jirō in realtà è Gorō, che vuole vendicarsi per quanto accaduto. Gorō consegna a Haruo, il nipote di Masaki, un collare esplosivo da mettere ad Alex, che però, appena messo, scappa. Ryoma, Junko e Hisako intercettano Goro e lo arrestano, scoprendo così l'esistenza del collare esplosivo. Con l'aiuto di Walter e Bikle, Alex viene trovato e salvato.
- Guest star: Toshimichi Takahashi (Jirō Kitakami / Gorō Karasawa), Daisuke Ban (Masanobu Koyama), Daisuke Ban (Masanobu Koyama), Seikō Ōshiro (Haruo), Mina Asa (madre di Haruo)

## Un'accusa ingiusta
- Titolo originale: 大人をやっつけろ?, Otona o Yattsukero
- Diretto da: Michio Konishi
- Scritto da: Noboru Sugimura

### Trama
Ryoma si allena per superare i propri limiti fisici nell'uso dell’'rmatura Fire, in modo da poterla utilizzare per più tempo. Un gruppo di bambini, che sembra nutrire rancore nei confronti degli adulti e in particolare della polizia, crea scompiglio nel quartiere facendo scherzi in vari negozi, costringendo Ryoma a intervenire. Una volta catturati, i bambini raccontano di quanto accaduto con l'incendio e di come si siano presi la colpa, anche se non ne erano responsabili. Ryoma decide quindi di indagare. I bambini riconoscono in Tatsuo l'uomo che ha appiccato l'incendio, senza sapere che suo fratello Jirō sta sviluppando un meccanismo in grado di demolire un edificio con onde sonore. Tatsuo è uno speculatore edilizio e, non riuscendo a far andare via gli inquilini di un condominio, vuole usare l'invenzione del fratello per arricchirsi, acquistando il terreno svalutato per poi rivenderlo a prezzi più alti. I quattro bambini continuano a seguire i due fratelli fino alla sala caldaie del condominio, dove vengono fatti prigionieri. Ryoma e Junko riescono a bloccare e arrestare i fratelli Tamura prima che possano fuggire, mentre Bikle e Walter provano a portare in salvo i bambini, ma le onde sonore non gli permettono di avvicinarsi. Ryoma decide di indossare l'armatura Fire e, spingendo al limite la propria resistenza fisica, riesce a fermare il meccanismo e a permettere a Walter e Bikle di portare in salvo i bambini.
- Guest star: Shinji Kawabata (Tatsuo Tamura), Maroshi Tamura (Jirō Tamura), Kazuki Yamanaka (bambino), Yasunori Murata (bambino), Hiromitsu Kondō (bambino), Shizuka Isamu (bambina), Ren Yamamoto (proprietario della libreria), Masayuki Nakata (commesso), Shōya Hisaiki (uomo), Kyōko Yamamoto (donna), Mizuki Nakamura (riparatore), Atsuhiko Yamada (agente di polizia), Taisuke Fujimori (cuoco)

## La prima cotta di Ryota
- Titolo originale: 良太の初恋急行便?, Ryōta no Hatsukoi Kyūkōbin
- Diretto da: Takeshi Ogasawara
- Scritto da: Junichi Miyashita

### Trama
Shigeru Kanzaki è un trafficante d'armi internazionale che fa rapire da alcuni suoi scagnozzi Ryōta e la sua cotta scolastica Akane, e ricatta Ryoma, costringendolo a consegnargli una fornitura di uranio arricchito proveniente dalla Francia, necessaria per la costruzione di una bomba atomica. Con Ryoma sotto controllo, Kanzaki non si aspettava alcuna interferenza da parte dei Winspector. Ma Ryoma, durante il percorso, riesce a inviare un messaggio alla squadra con il codice Morse. Masaki gli ordina di arrivare in un parcheggio e di portare con sé i due scagnozzi; una volta lì, vengono fermati da Masaki e Junko. Ryoma mette prima in salvo l'uranio, poi, con l'aiuto di Walter e Bikle, salva Ryōta e Akane e arresta Kanzaki.
- Guest star: Takashi Noguchi (Shigeru Kanzaki), Aya Nakagawa (Akane Yoshimura), Takumi Takeda (scagnozzo di Kanzaki), Shūsaku Oto (scagnozzo di Kanzaki), Nobuyuki Funakubo (insegnante)

## Un robot per amico
- Titolo originale: 僕の友達ロボット?, Boku no Tomodachi Robotto
- Diretto da: Takeshi Ogasawara
- Scritto da: Kyoko Sagiyama

### Trama
Un robot con particolari capacità viene rubato in Svizzera e consegnato ad Akio. I due stringono subito amicizia, ma quando due malviventi si intrufolano in casa per rubare il robot, questultimo lo difende e poi scappano insieme. Quando i Winspector capiscono la minaccia rappresentata dal robot, a Ryoma e Junko viene affidato il compito di trovarlo. I due trovano Akio e il robot, che ha attivato un sistema difensivo in grado di assimilare qualsiasi arma e di proteggere Akio a ogni costo. Oltre a loro anche i due malviventi che vengono fermati e arrestati, il robot rapisce Akio e fugge. Anche con l'intervento di Bikle e Walter, risulta impossibile disattivare il robot e viene ordinato a Ryoma di metterlo in condizioni di essere colpito da un missile esplosivo. Solo dopo essersi trasformato in Fire, la squadra riesce a mettere in salvo Akio, che vuole salvare il robot a ogni costo. Fire riesce a convincere il robot a deporre le armi.
- Guest star: Anna Nakajima (Akio Kawaguchi), Shūji Uchida (Masaru Kawaguchi), Masanori Machida (Kuno), Kaiki Uenoyama (Tahara), Izumi Arai (corriere)

## Semi preziosi – 1ª parte
- Titolo originale: 竜馬が死んだ!??, Ryōma ga Shinda!?
- Diretto da: Kaneharu Mitsumura
- Scritto da: Susumu Takaku

### Trama
Un uomo straniero di nome Moss, conosciuto con il soprannome di "Dio della morte", trama di rubare il progetto della banca dei semi dell'istituto di ricerca botanica del dottor Satomura, nel tentativo di controllare le future riserve alimentari dell'umanità, utilizzando le sue vaste risorse e la sua abilità tecnologica. Dopo che i Winspector sono riusciti a impedire agli scagnozzi di Moss di rubare i semi, Ryoma li insegue con la sua WinSquad, ma si scontra con una supercar dalle capacità superiori a quelle della sua e riesce a ferirlo gravemente. Per far fronte a questa nuova minaccia, Nonoyama decide di dotare i Winspector di alcuni dei suoi nuovi progetti, tra cui la WinChaser, la moto per Bikle, e una nuova WinSquad in grado di trasformarsi in FireSquad. Quando gli scagnozzi riescono a rapire il dottor Satamura, Ryoma attiva la FireSquad e inizia l'inseguimento.
- Guest star: Aydin Yamanlar (Moss / Dio della morte), Katsuhiko Yokomitsu (dott. Hakase Satomura), Masaki Terasoma (dott. Takeda), Tetsu Masuda (scagnozzo del Dio della morte), Mayumi Yoshida (scagnozzo del Dio della morte), Miyuki Nagato (scagnozzo del Dio della morte), Yura Hoshikawa (Yūko Kagawa)

## Semi preziosi – 2ª parte
- Titolo originale: 死神モスの逆襲!!?, Shinigami Mosu no Gyakushū!!
- Diretto da: Kaneharu Mitsumura
- Scritto da: Susumu Takaku

### Trama
Durante l'inseguimento, gli scagnozzi di Moss riescono a catturare Bikle e Demitas e a rinchiuderli in una stanza nel loro covo, dopo aver smantellato Bikle. Quando i Winspector vengono attaccati durante un appostamento che avrebbe dovuto essere segreto, viene alla luce che Moss ha una spia. Sospettando del dottor Takeda, Masaki lo informa che conoscono la posizione di Moss e che si stanno preparando per salvare il dottor Satomura. Takeda informa Moss, permettendo così ai Winspector di rintracciarlo. Ryoma, Junko e Walter raggiungono la fortezza di Moss e salvano Satomura. Moss riesce a scappare con i semi, ma viene raggiunto da Ryoma che lo arresta e recupera i semi rubati, per poi consegnarli al dottor Satomura.
- Guest star: Aydin Yamanlar (Moss / Dio della morte), Katsuhiko Yokomitsu (dott. Hakase Satomura), Masaki Terasoma (dott. Takeda), Tetsu Masuda (scagnozzo del Dio della morte), Mayumi Yoshida (scagnozzo del Dio della morte), Miyuki Nagato (scagnozzo del Dio della morte), Yura Hoshikawa (Yūko Kagawa)

## Ryoma contro Masaki
- Titolo originale: 竜馬!正木を射て?, Ryōma! Masaki o Ute
- Diretto da: Michio Konishi
- Scritto da: Junichi Miyashita

### Trama
Un informatore misterioso chiama la polizia riguardo alla rapina di dinamite di alcuni giorni prima e Ryoma viene inviato a indagare, ma finisce nella trappola di Iwao, un criminale che lo colpisce con un'esplosione. Ryoma perde la memoria e, convinto da Iwao, crede che il comandante Masaki e i Winspector abbiano ucciso la sua famiglia. Tramite un auricolare, Iwao gli impartisce l'ordine di eliminare tutti i membri dei Winspector. Quando Masaki si offre di fare da esca, attira Ryoma nella fabbrica abbandonata in cui aveva perso la memoria. Mentre cerca di farlo ricordare, Iwao prende in ostaggio Ryōta e decide di lanciare un esplosivo verso Masaki e Ryoma. Dopo l'esplosione, Ryoma riacquista la memoria, salva Ryōta e arresta Iwao.
- Guest star: Ryō Yamamoto (Ryōta Koyama), Takashi Itō (Iwaô Yagami), Kaname Shimura (Yuji Katsuta), Kōichi Kitaoka (agente di polizia)

## Amico Walter
- Titolo originale: 大好きウォルター?, Daisuki Worutā
- Diretto da: Michio Konishi
- Scritto da: Noboru Sugimura

### Trama
Quando Hiromi, una bambina solitaria che fatica a fare amicizia a causa del lavoro del padre, confessa accidentalmente di avere una cotta per Walter, Junko chiede al comandante Masaki di permettere loro di incontrarsi. Tuttavia, due criminali di nome Takashi e Haruo, dopo aver rubato dei dispositivi ad alta tecnologia, mettono in atto un piano per rapire Walter e interrompono il suo collegamento con il quartier generale dei Winspector. I due criminali vogliono rivenderlo, ma per farlo devono smontarlo. A un certo punto, però, Walter li avvisa che, se proseguono, innescheranno un dispositivo di autodistruzione. I due non gli credono e, procedendo, innescano il timer. Walter stacca un avambraccio e libera Hiromi, informandola di scappare e di avvisare i Winspector, ma il suo tentativo di fuga viene fermato. Nel frattempo, la squadra dei Winspector aveva già iniziato a cercare Walter e Hiromi e, una volta raggiunti, Junko ferma e arresta Takashi e Haruo, Bikle porta in salvo Hiromi e Fire evita che Walter si autodistruggesse.
- Guest star: Shin'ichi Satō (ispettore Toragorō), Shinichi Hoashi (Takashi Komine), Yasuhiro Kawai (Haruo Ōki), Noriko Hanawa (Hiromi), Mika Kanai (reporter), Yūki Masuda (bambino), Chiharu Ōkido (bambino)

## Creature dello spazio
- Titolo originale: 怖い宇宙の贈り物?, Kowai Uchū no Okurimono
- Diretto da: Takeshi Ogasawara
- Scritto da: Noboru Sugimura

### Trama
Un satellite spaziale cade dall'orbita vicino a un piccolo villaggio di montagna, destinato a diventare un resort. L'intera squadra dei Winspector viene inviata sul posto per recuperare i dati dal satellite e valutare il pericolo per l'area circostante. Mentre Ryoma e Junko provano a contattare l'ospedale per aiutare Ryuichi, che si è sentito male vicino al luogo in cui è caduto il satellite, Walter e Bikle tentano di mettere in sicurezza il satellite, ma vengono attaccati da creature luminescenti. Per capire come affrontarle, Junko si reca all'istituto di scienze per analizzare una di queste creature, catturata e messa in un barattolo. Queste creature si nutrono di proteine e per questo motivo si attaccano alle persone, ma quando lo fanno ne prendono anche il controllo. La squadra tenta di mettere in salvo tutti, se stessi compresi, e scopre che queste creature muoiono quando vengono a contatto con la polvere di cemento.
- Guest star: Yōsuke Tanaka (Ryuichi Takaoka), Yōko Honna (Miki Takaoka), Isuzu Igarashi (donna), Yasushi Takeuchi (ricercatore), Hiroyuki Nakagawa (uomo), Sakae Yamaura (operaio), Fukunosuke Izumi (operaio), Hisae Miyazawa (madre di Miki Takaoka)

## Poteri telecinetici
- Titolo originale: 超能力!孝行少女?, Chō Nōryoku! Kōkō Shōjo
- Diretto da: Takeshi Ogasawara
- Scritto da: Kyōko Sagiyama

### Trama
Dopo essere stato allontanato dall'università per le sue teorie sulla telecinesi, Kohei Mitta ha potuto proseguire la sua ricerca grazie ai finanziamenti di Gorō Etō. Kohei, però, ha utilizzato sua figlia Hitomi come cavia in un esperimento volto a sfruttare i poteri psichici degli esseri umani. Purtroppo, se Kohei vuole solo dimostrare i risultati delle sue ricerche per riabilitare il suo nome, Gorō ha altri piani. Quando Ryoma trova Hitomi, vorrebbe portarla con sé, ma quando mette in luce i problemi di salute davanti a Kohei, che si preoccupa, Hitomi nega tutto, spiegando che vuole restare con il padre. Non essendo stato commesso alcun reato, Ryoma non ha alcun diritto legale di interferire. Quando i Winspector scoprono le reali intenzioni di Gorō, Masaki ordina a Ryoma e Junko di mettere in salvo Kohei e Hitomi. I due iniziano a pedinare Gorō, che si accorge di loro e mette in atto un diversivo per far perdere le proprie tracce. Hisako, che si era appostato più avanti, riesce a seguirli fino al luogo in cui Gorō intende dimostrare le capacità di Hitomi davanti a diversi criminali. Ma Hitomi ha forti mal di testa che la fanno svenire, impedendole di superare la prova. Per fortuna, la squadra Winspector interviene in tempo per arrestare i criminali e portare in salvo Hitomi e suo padre. Prima di riunirsi alla sua famiglia, Kohei distrugge la sua ricerca e i macchinari per impedire che possano essere utilizzati da altri criminali.
- Guest star: Ryō Yamamoto (Ryōta Koyama), Kōichi Uenoyama (Gorō Etō), Shōma Kai (Tadashi Murakawa), Taishi Horikoshi (Kohei Mitta), Toshie Moriya (Hitomi Mitta), Taeko Usami (madre di Hitomi), Hideo Kobayashi (autista)

## Bugie innocenti
- Titolo originale: 愛と勇気の父子橋?, Ai to Yūki no Oyako Bashi
- Diretto da: Kaneharu Mitsumura
- Scritto da: Junichi Miyashita

### Trama
La città sta subendo una serie di rapine in casa, tutte alla luce del giorno e con lo stesso modus operandi. Durante l'ennesima rapina, Otsuka, il ladro, viene visto da Mikio, un bambino, che diventa così il suo obiettivo. Dopo che Otsuka ha provato più volte ad assassinare Mikio, Hideo, il padre del bambino, che è un ex detective, chiede aiuto ai Winspector, spiegando che vuole fare da esca per il ladro. Masaki, però, non ritiene che sia una mossa saggia. Hideo, però, convinto della sua idea, porta con sé Mikio a pesca per attirare Otsuka, ma il suo piano mette a repentaglio la vita di entrambi. Per fortuna, la squadra dei Winspector interviene in tempo, arrestando il ladro e mettendo in salvo Hideo e suo figlio.
- Guest star: Shin'ichi Satō (ispettore Toragorō), Kikkō Yanagita (Ryūji Ōtsuka), Makoto Akatsuka (Hideo Morita), Akinori Aoto (Mikio Morita), Asako Arafune (bambina), Ikuyo Enomoto (madre di Asako), Masanobu Komatsumoto (autista), Akitsugu Shūta (bambino), Hayamitsu Harigai (bambino), Hirofumi Sakamoto (bambino), Tomoyuki Shibara (bambino)

## Knockout per un amico
- Titolo originale: 熱いKOパンチ!?, Atsui KO Panchi!
- Diretto da: Kaneharu Mitsumura
- Scritto da: Nobuo Ogizawa

### Trama
Keiji, un giovane e impacciato fattorino, è innamorato di Hisako, ma non riesce a dichiararsi. Una sera, assiste a una rapina a un bancomat e prova a intervenire, ma senza successo. I Winspector sono a conoscenza dell'ennesima rapina a un bancomat, ma hanno solo un identikit di un uomo mascherato e iniziano le indagini. Dopo aver visto l'annuncio di Keiji su un quotidiano, in cui il ragazzo sfida l'uomo mascherato a un combattimento di pugilato, Ryoma prova a parlargli per ottenere maggiori informazioni. Oltre al loro passato, Keiji rivela a Ryoma il nome del ladro: Atsushi Narita. Narita si presenta all'incontro e, non sapendo di essere osservato da Ryoma, Walter e Bikle, mette KO Keiji con facilità e, dopo aver attivato un dispositivo, colpisce prima Bikle e poi Walter, per poi fuggire. Il dispositivo è stato progettato dal dottor Hyodo, che anni prima aveva inscenato la propria morte per far perdere le proprie tracce e proseguire la ricerca. Quando Ryoma scopre la posizione dei due, viene raggiunto da Walter e Bikle. Mentre i due robot si occupano del dott. Hyodo, Ryoma tenta di fermare Narita. Quando vengono raggiunti da Hidako e Keiji, è quest'ultimo a convincere Narita a cambiare idea.
- Guest star: Ryō Yamamoto (Ryōta Koyama), Kentarō Kaji (Otohiko Hyōdō), Takumi Matsui (Atsushi Narita), Takumi Tsutsui (Keiji Aizawa)

## Vecchi rancori
- Titolo originale: 涙に散った銃弾!?, Namida ni Chitta Jūdan!
- Diretto da: Michio Konishi
- Scritto da: Takashi Yamada

### Trama
Durante una rapina alla gioielleria Takano, il ladro Akio Morikawa si barrica all'interno con degli ostaggi. Quando la polizia e i Winspector raggiungono la gioielleria, capiscono che non possono entrare senza mettere a rischio gli ostaggi. Il ladro chiede di farsi portare del cibo da Junko e Masaki accetta, informandolo però che farà entrare anche un'infermiera per prendersi cura dell'ostaggio ferito, senza rivelargli che si tratta di Hisako. Dopo essere entrate, Junko prende una pistola per arrestare il ladro, ma quando ha un mancamento, Hisako si getta in protezione, venendo colpita dallo sparo. Walter, Bikle e Ryoma entrano e arrestano il ladro. Mentre i paramedici stanno portando via la donna ferita, Ryoma nota che sta guardando Junko in modo strano. Solo alla centrale, Masaki informa la squadra che Akio aveva un complice che ha rubato un anello dopo il suo arresto. I Winspector iniziano le indagini, ma a Junko viene chiesto di riposare, dato che l'incidente alla banca è stato causato dalla sua stanchezza, dovuta alle telefonate moleste ricevute a tarda notte. Ryoma è convinto che Yumiko, la donna ferita alla giolielleria, sia la complice di Akio e decide di perquisire il suo appartamento, scoprendo che vuole vendicarsi di Junko per averla battuta alle qualificazioni per le Olimpiadi e averle impedito di entrare nella squadra dei Winspector. Yumiko fugge dall'ospedale in direzione dell'aeroporto per rifugiarsi all'estero, ma è costretta a prendere in ostaggio una bambina e a nascondersi in una fabbrica abbandonata. Raggiunta dalla squadra, Ryoma lascia a Junko il compito di arrestarla e salvare la bambina.
- Guest star: Ryō Yamamoto (Ryōta Koyama), Maho Maruyama (Yumiko Togawa), Atsuo Mori (Akio Morikawa), Saburō Yokoo (responsabile gioielleria), Kayoko Hayashi (commesso gioielleria), Tetsuya Ishida (guardia), Mina Utashiro (ragazza)

## La vendetta
- Titolo originale: 殺人犯は二度死ぬ?, Satsujinhan wa Nido Shinu
- Diretto da: Michio Konishi
- Scritto da: Noboru Sugimura

## La cartolina di papà
- Titolo originale: 父のマンガはがき?, Chichi no Manga Hagaki
- Diretto da: Takeshi Ogasawara
- Scritto da: Kyoko Sagiyama

## Il pappagallino
- Titolo originale: 私のピーコちゃん?, Watashi no Pīkochan
- Diretto da: Takeshi Ogasawara
- Scritto da: Susumu Takaku

## Un robot innamorato
- Titolo originale: 雨に泣くロボット?, Ame ni Naku Robotto
- Diretto da: Kaneharu Mitsumura
- Scritto da: Nobuo Ogizawa

## Sete di vendetta
- Titolo originale: 薄幸少女の旅立ち?, Hakkō Shōjo no Tabidachi
- Diretto da: Kaneharu Mitsumura
- Scritto da: Takashi Yamada

## Una donna misteriosa
- Titolo originale: 星を呼ぶ百歳美女?, Hoshi o Yobu Hyakusai Bijo
- Diretto da: Michio Konishi
- Scritto da: Kyoko Sagiyama

## Tutti per uno
- Titolo originale: 飛べ!優子号?, Tobe! Yūko-gō
- Diretto da: Michio Konishi
- Scritto da: Noboru Sugimura

## Amante della natura
- Titolo originale: 昆虫採集の妖!?怪?, Konchū Saishū no Yō!? Kai
- Diretto da: Takeshi Ogasawara
- Scritto da: Susumu Takaku

## Un grido di aiuto
- Titolo originale: ママ...ママ助けて?, Mama... Mama Tasukete
- Diretto da: Takeshi Ogasawara
- Scritto da: Kenichi Araki

## Robot invincibile
- Titolo originale: 悲しみの最強ロボ?, Kanashimi no Saikyō Robo
- Diretto da: Kaneharu Mitsumura
- Scritto da: Noboru Sugimura

## Attacco alla centrale di polizia
- Titolo originale: 警視庁を占拠せよ?, Keishichō o Senkyo Seyo
- Diretto da: Kaneharu Mitsumura
- Scritto da: Noboru Sugimura

## Il lungo sonno
- Titolo originale: 目覚めた浦島太郎?, Mezameta Urashima Tarō
- Diretto da: Kiyoshi Arai
- Scritto da: Nobuo Ogizawa

## Una vacanza impegnativa
- Titolo originale: 逆転ばあちゃん?, Gyakuten Bāchan
- Diretto da: Kiyoshi Arai
- Scritto da: Takashi Yamada

## Il ricatto
- Titolo originale: 母と子のSOS!?, Haha to Ko no Esu Ō Esu!
- Diretto da: Takeshi Ogasawara
- Scritto da: Junichi Miyashita

## Il padre di Bikle
- Titolo originale: バイクルのパパ?, Baikuru no Papa
- Diretto da: Takeshi Ogasawara
- Scritto da: Kyoko Sagiyama

## La statua sacra
- Titolo originale: アマゾネス来襲?, Amazonesu Raishū
- Diretto da: Kaneharu Mitsumura
- Scritto da: Takahiko Masuda

## Una società di eletti
- Titolo originale: 選ばれた男?, Erabareta Otoko
- Diretto da: Kaneharu Mitsumura
- Scritto da: Nobuo Ogizawa

## Un legame spezzato
- Titolo originale: 悲しい老怪盗?, Kanashii Rōkaitō
- Diretto da: Kiyoshi Arai
- Scritto da: Yoshichika Shindo

## I cloni - 1ª parte
- Titolo originale: 瀬戸大橋の怪人I?, Seto Ōhashi no Kaijin Pāto Wan
- Diretto da: Michio Konishi
- Scritto da: Noboru Sugimura

## I cloni - 2ª parte
- Titolo originale: 瀬戸大橋の怪人II?, Seto Ōhashi no Kaijin Pāto Tsū
- Diretto da: Michio Konishi
- Scritto da: Noboru Sugimura

## Allarme terrorismo
- Titolo originale: 裏切りの捜査官?, Uragiri no Sōsakan
- Diretto da: Takeshi Ogasawara
- Scritto da: Susumu Takaku

## La promessa
- Titolo originale: 爆弾になった少年?, Bakudan ni Natta Shōnen
- Diretto da: Takeshi Ogasawara
- Scritto da: Junichi Miyashita

## Winspector per un giorno
- Titolo originale: 一日だけの晴れ舞台?, Ichinichi Dake no Harebutai
- Diretto da: Kiyoshi Arai
- Scritto da: Nobuo Ogizawa

## Terrorista per vendetta
- Titolo originale: 爆破0秒前の愛?, Bakuha Zerobyō Mae no Ai
- Diretto da: Kiyoshi Arai
- Scritto da: Takashi Yamada

## La grande famiglia
- Titolo originale: 一日一悪の少年?, Ichinichi Ichiaku no Shōnen
- Diretto da: Michio Konishi
- Scritto da: Nobuo Ogizawa

## Casa pericolosa
- Titolo originale: 億ションの甘い罠?, Okushon no Amai Wana
- Diretto da: Michio Konishi
- Scritto da: Kyoko Sagiyama

## Un invito a Parigi
- Titolo originale: 特警を壊滅せよ!?, Tokkei o Kaimetsu Seyo!
- Diretto da: Takeshi Ogasawara
- Scritto da: Noboru Sugimura

## Arrivederci Winspector
- Titolo originale: 翔べ希望の空へ?, Tobe Kibō no Sora e
- Diretto da: Takeshi Ogasawara
- Scritto da: Noboru Sugimura